# Pont d'Oberkassel
Pour les articles homonymes, voir Oberkassel.
Le pont d'Oberkassel est le plus ancien des ponts de Düsseldorf sur le Rhin.

## Histoire
Le premier pont d'Oberkassel fut inauguré en 1898. Il contribua aux rapprochements entre les communes d'Oberkassel et d'Herdt avec Düsseldorf, qui mena finalement en 1909 à leur incorporation. Ce premier pont fut dynamité en 1945 tout comme les autres ponts de la ville, pour retarder le passage des armées britanniques et américaines sur le Rhin.
Après la guerre, un pont provisoire étroit fut mis en place. Celui-ci fut utilisé jusqu'en 1976, lorsque la construction d'un réseau de tramways, et en particulier son extension vers le quartier d'Oberkassel, et les communes de Meerbusch et de Neuss, rendit nécessaire une solution de remplacement durable.

## Déplacement du pont
Dans les années 1960, les ingénieurs chargés de la planification d'un pont permanent imaginèrent un moyen afin de perturber au minimum le trafic, déjà important à l'époque - environ 33 000 véhicules par jour -, sur ce point de passage névralgique au-dessus du Rhin. Un dynamitage suivi d'une reconstruction n'étant pas envisageable, ils proposèrent un déplacement du pont complet.
Le “nouveau” pont fut dans un premier temps construit 47,50 mètres en amont de l'ancien, sur des piliers provisoires. Lorsqu'il fut terminé, en décembre 1973, la circulation y fut déviée par des rampes d'accès provisoires. Dans un deuxième temps, le vieux pont et les piliers furent détruits, et de nouveaux piliers les remplacèrent pour accueillir le nouveau pont. Celui-ci fut ensuite translaté jusqu'à sa place définitive.
Le déplacement s'effectua sur quatre piliers transversaux, au niveau des rives et sous le pylône, sur lesquels furent montées des plaques d'acier recouvertes de couches de téflon. Deux énormes presses hydrauliques furent ensuite chargées de faire glisser les 12500 tonnes du pont sur les plaques, à l'aide de poussoirs de 50 mètres de long et 20 centimètres d'épaisseur. Elles entrèrent en fonction le 7 avril 1976 vers 9 heures, pour faire avancer le pont d'un millimètre par seconde (soit 3,60 mètres par heure). Les opérations s'achevèrent le lendemain dans le courant de l'après-midi.
La circulation routière ne fut ainsi perturbée que pendant environ 13 heures, le trafic fluvial restant possible durant toute la durée des travaux.

## Pour approfondir